# Citharichthys valdezi
Citharichthys valdezi är en fiskart som beskrevs av Cervigón, 1986. Citharichthys valdezi ingår i släktet Citharichthys och familjen Paralichthyidae. Inga underarter finns listade i Catalogue of Life.